# Väinö Alfred Tanner
Väinö Alfred Tanner (1895-ig Thomasson, Helsinki, 1881. március 12. – Helsinki, 1966. április 19.) finn politikus, 1918 és 1926, illetve 1957 és 1963 között Finnország Szociáldemokrata Pártjának elnöke volt.
Finnország miniszterelnöke 1926-1927, és miniszter több kormányban 1937-1944 között, többek között külügyminiszter a Téli Háború idején. Tanner egyben egy a leghosszabb ideig képviselőként szolgáltak közül, szenátor Tokoi szenátusában 1917-ben, és Finnország Szociáldemokrata Pártjának köztársasági elnök jelöltje 1925-ben, 1931-ben valamint 1937-ben. Az 1946-1948 közötti esztendőkben háborús bűnökért elítéltként börtönben volt, öreg napjaira azonban még visszatért a politikába. Politikai pályája mellett Tanner az Elanto Szövetkezet ügyvezető igazgatója is volt 1915-1946 között.
Tanner 1927 tavaszán és nyarán a betegszabadságon lévő köztársasági elnök, Relander, helyetteseként köztársasági elnöki feladatokat látott el.

## Pályakezdéstől háborús bűnösségig
Väinö Tanner vasúti fékkezelő és egy jobbágylány gyermekeként született 1881-ben, ám szerény hátterétől függetlenül leérettségizett 1900-ban, és ezután elvégezte a Finn Üzletkötői Kereskedelmi Szakiskolát. Tanner jogot tanult, és 1911-ben végzett. Miután Németországban megismerkedett a szövetkezeti mozgalommal, magáévá tette a szocialista illetve ateista világnézetet.
Tanner Finnországban a szövetkezeti mozgalom úttörőinek egyike volt, 1907-ben az Elanto igazgatói tanácsába, 1909-ben a Finnországi Szövetkezeti Központ elnökévé, 1915-ben pedig az Elanto ügyvezető igazgatójává lépett elő. A parlamentbe 1907-ben választották be először. Tannert már akkor a Szoc. Dem. Párt jobb szárnya képviselőjének tartották, ő pedig támogatta az együttműködést a mérsékelt polgáriakkal. 1917-ben Tanner pénzügyszenátorként működött Oskari Tokoi szenátusában, illetve egy ideig élelmezési kérdésekért is felelt.
A téli háborúban külügyminiszterként, a folytatólagos háborúban pedig kereskedelem- és iparügyi miniszterként szolgált. 1942 őszén Tanner állította le a Finnországban tartózkodó zsidó menekültek Németországnak való kiadására a belügyminiszter által kezdeményezett hivatalos intézkedést.
Szovjet követelésre került a vádlottak padjára a háború után. Háborús bűnössé nyilvánították, öt és fél év rabságra ítélték, felét volt kénytelen leülni, 1948-ban szabadult.